# Kéked
Kéked es un pueblo húngaro perteneciente al distrito de Gönc, condado de Borsod-Abaúj-Zemplén.

## Superficie
Cuenta con una superficie de 13,01 km².

## Demografía
Hasta 2024 la población era de 257 habitantes, con una densidad de población de 19,75 hab/km².
| Gráfica de evolución demográfica de Kéked entre 2020 y 2024 |
|                                                             |
| Datos según la Oficina Central de Estadística de Hungría.   |